# Leptataspis ophirina
Leptataspis ophirina är en insektsart som beskrevs av Victor Lallemand 1930. Leptataspis ophirina ingår i släktet Leptataspis och familjen spottstritar. Inga underarter finns listade i Catalogue of Life.